# Marcos Alonso
Marcos Alonso Mendoza (španělsky [ˈmarkos aˈlonso menˈdoθa], * 28. prosince 1990 Madrid) je španělský profesionální fotbalista, který hraje na pozici levého obránce.
Svou kariéru začal v klubu Real Madrid, později přestoupil do anglického klubu Bolton Wanderers FC, odkud po 3 letech přestoupil do italského klubu ACF Fiorentina. Jeho úspěchy ho v roce 2016 dostaly do anglické Chelsea FC, která za něho zaplatila 24 milionů liber.
Svou reprezentační kariéru začal v roce 2018.

## Klubová kariéra

### Real Madrid

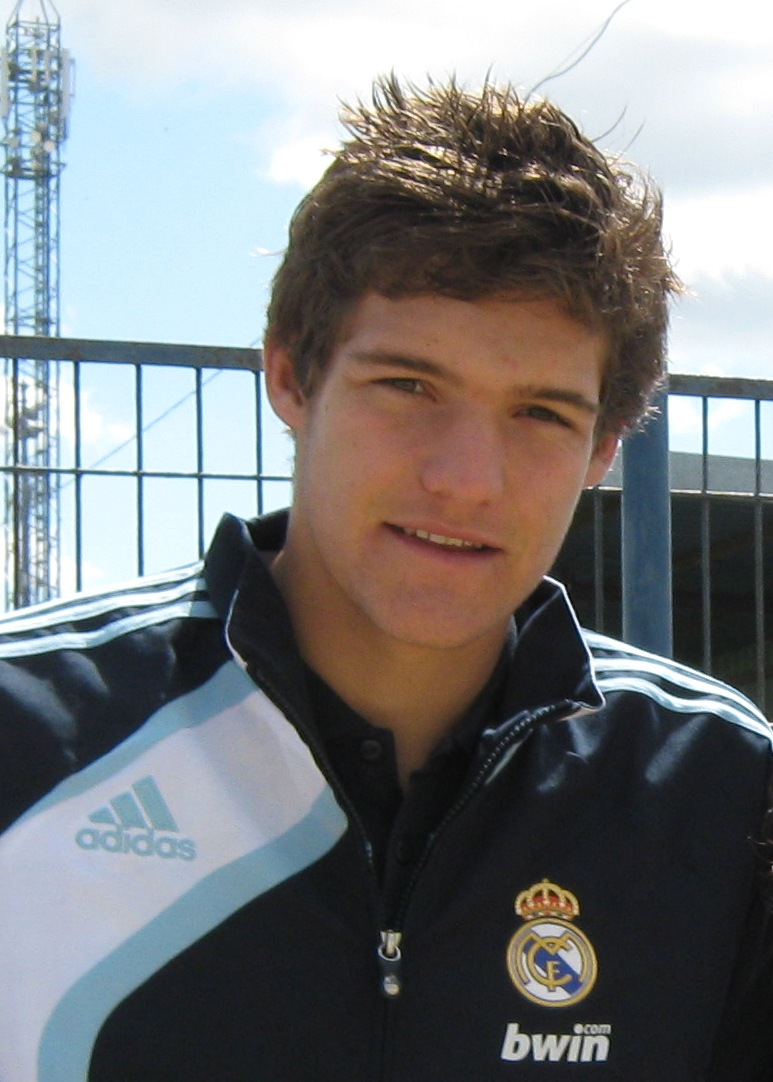
Alonso v dresu Realu Madrid roku 2010.

Narodil se v Madridu, kde se v mládí připojil k juniorce Real Madrid. V roce 2008 se dostal do Real Madrid Castilla, který byl v Segunda División B s nimiž si zahrál 22. února 2008 první celý zápas proti klubu AD Alcorcón, jeho tým prohrál 0:1.
Dne 11. prosince 2009 poprvé se účastnil s A týmem zápasu proti Valencia CF. Tehdy byl klub trénovaný Manuelem Pellegrinim. Svůj debut v A týmu měl 4. dubna téhož roku, kde v 90. minutě střídal Gonzalo Higuaína. Tehdy Real Madrid vyhrál 2:0 proti Racing de Santanderu.

### Bolton Wanderers
Do klubu Bolton Wanderers z Premier League přestoupil za nezveřejněný poplatek dne 27. července 2010.
Za Bolton Wanderers vstřelil svůj první gól 31. března 2012, v zápase proti klubu Wolverhampton Wanderers FC, kde jeho tým zvítězil 3:2.
Na konci sezóny 2012–13 byl zvolen hráčem roku v Bolton News, kde získal 37% hlasů: Marc Iles napsal: "... toto bylo období, kdy se bývalý hráč Realu Madrid Marcos Alonso vypracoval a stal se stálým hráčem, oporou týmu, a někým kdo pomůže klubu k velkým úspěchům"

### Fiorentina

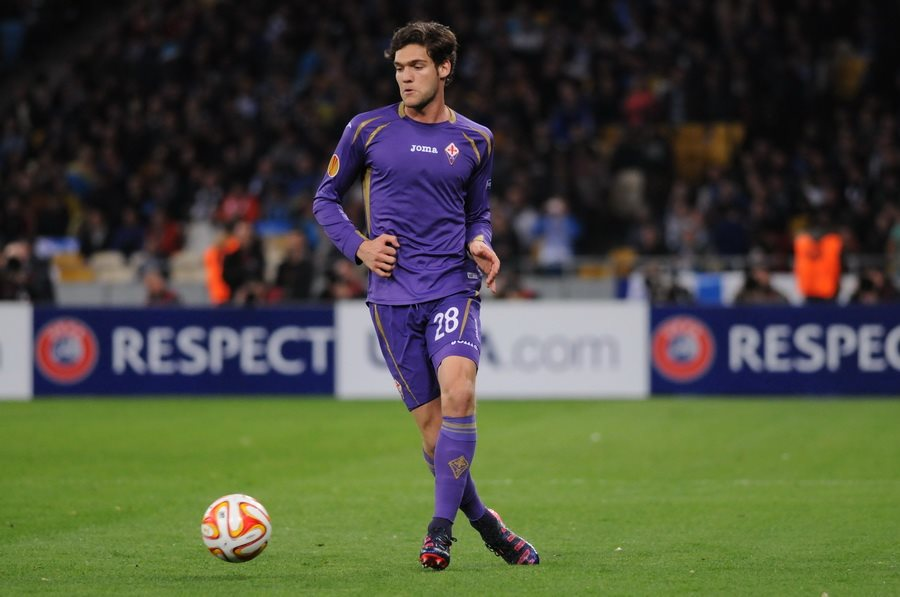
Alonso v dresu Fiorentina v roce 2015

V květnu 2013 podepsal tříletou smlouvu s italským klubem ACF Fiorentina, přestože dostal nabídku na novou smlouvu od manažera Boltonu Dougieho Freedmana Dne 30. prosince poté, co odehrál devět oficiálních zápasů, oznámil prezident klubu Sunderlandu AFC, že se 1. ledna 2014 k nim připojí Alonso na roční hostování. Svůj první zápas za Sunderland AFC odehrál 7. února 2014. Na ploše byl 90 minut a podílel se na vítězství 2:1 nad Manchester United FC v ligovém poháru. V tomto zápase také získal ocenění nejlepšího hráče zápasu. Účastnil se také finále ligového poháru 2. března, ale tým nedokázal odvrátit prohru 1:3 proti Manchester City FC, celkově odehrál 20 zápasů napříč všemi soutěžemi, pomohl také k umístění ve středu tabulky a udržení Sunderlandu FC v Premiere League.
Když se vrátil z hostování, stal se automaticky volbou do základní sestavy a během dvou sezón odehrál 70 zápasů za ACF Fiorentina. Dne 19. března 2015 dal svůj první gól a pomohl k vítězství 3-0 nad AS Řím v 16. kole Evropskou ligu UEFA.

### Chelsea
Dne 30. srpna 2016 se po 85. zápasech a 5 gólech za ACF Fiorentinu, připojil k Chelsea FC za cenu okolo 24 milionů liber. Prvních 120 minut odehrál 20. září 2016 v zápase Leicester City FC v EFL Cupu, kde zvítězili 4:2. a o 4 dny později hrál poprvé v ligovém zápase proti Arsenalu FC, jenž vyhráli 3:0, na lavičku odešel v 55. minutě, kdy ho vystřídal Francesc Fàbregas.
Svůj první klubový gól vstřelil 5. listopadu 2016 proti Evertonu FC na Stamford Bridge, a další dva góly vstřelil na King Power Stadium, kde s klubem slavil vítězství 3:0 proti Leicesteru City FC.

## Úspěchy
- Tým roku Premier League podle PFA – 2017/18[16]